# 1603 az irodalomban
Az 1603. év az irodalomban.

## Publikációk
- Magyari István: Az országokban való sok romlásoknak okairól című vitairata
- William Shakespeare: A windsori víg nők (The Merry Wives of Windsor)

## Születések
- május 2. – Athanasius Kircher német polihisztor († 1680)
- ? – Petrus Mederus erdélyi szász költő, evangélikus lelkész († 1678)

## Halálozások
- 1602. augusztus 29. – Sebastian Fabian Klonowic, főként szatíráiról nevezetes lengyel költő (* 1545 körül)